# Векстрём, Кристоффер
Кристоффер Векстрём (швед. Kristoffer Weckström; 26 мая 1983, Финляндия) — финский футболист, полузащитник. Его младший брат — Александр Векстрём.
Воспитанник клуба «Мариехамн», также играл за резервный состав клуба Английской Премьер-лиги «Дерби Каунти». В 2008 году перешёл в норвежский «Сарпсборг 08». С 2009 по 2011 год играл в шведском клубе «Уппсала», выступавшем в шестом дивизионе.
В 2000 году в составе сборной Финляндии принимал участие в юношеском чемпионате Европы в Израиле, забил гол в ворота сборной Словакии. В 2011 году выступал за сборную Аландских островов на Островных играх вместе с братом.
В настоящее время работает тренером по физподготовке в родном клубе «Мариехамн».